# Мадингу
Мадингу (фр. Madingou) — город в Республике Конго, административный центр департамента Буэнза. Население по данным на 2010 год составляет 26 003 человека.
Расположен на реке Ниари, на высоте 190 м над уровнем моря.